# The garden of Fand
The garden of Fand is een compositie van Arnold Bax. Het was het laatste werk van Bax, dat hij ooit zelf in de concertzaal kon beluisteren; hij stierf vier dagen na een uitvoering.
The garden of Fand staat normaliter voor de zee. Lady Fand is daarbij de legendrische dochter van de Lord of the Sea. Bax hield zich niet aan dat verhaal, verzon een eigen geschiedenis en schreef in vermoedelijk 1913 het werk als schets. In 1915 is er substantiëler bewijs, als Bax aan een vriend schrijft dat hij bezig is met de orkestratie van Garden of Fand, maar daarna vertrekt het werk weer in de mist. Graham Parlett, die een onderzoek deed naar al het werk van Bax, kwam uit op 1916, maar het bleef bij een schatting. Bax verhaalde over een schip dat op de Atlantische Oceaan in de zonsondergang rond het legendarisch eiland Eirinn vaart en door een zware golf op de kust van het (eveneens legendarische) eiland Fand wordt gesmeten. De bemanning wordt gevangen genomen door geesten en moet dansen op bevel van die geesten. Een volgende golf overspoelt het eiland, de geesten kunnen zich redden, maar de bemanning verdrinkt. Het eiland is verdwenen. 
De stijl van het werk bevindt zich tussen impressionistisch (Bax werd gezien als Debussyant, volgeling van Claude Debussy) en romantisch. De muziek te horen aan het begin van het gedicht komt aan het eind terug. De start van het werk, een kalme zee, wordt weergegeven door houtblazers, de twee harpisten en strijkers, de cellisten en bassisten laten stijgende en dalende lijnen horen, staande voor de golven van de zee. Bax schreef enkele werken die teruggingen op zijn Ierse perioden en volgens een brief aan zijn vriendin Harriet Cohen zou dit zijn laatste werk zijn dat terug zou grijpen op Ierland.
Bax vond het een van zijn meeste geslaagde composities, maar na een vlotte start verdween het toch in de vergetelheid, hoewel het van 1931 tot en met 2008 vijf keren te horen is geweest tijdens de Promsconcerten. Frederick Stock gaf met zijn Chicago Symphony Orchestra de première van dit werk op 29 oktober 1920. Daarna volgde al snel een Britse première onder leiding van Adrian Boult. In 1952 werd de muziek gebruikt voor een ballet van Frederick Ashton getiteld Picnic at Tintagel.     
Orkestratie:
- 1 piccolo, 3 dwarsfluiten, 2 hobo’s, 1 althobo, 3 klarinetten, 1 basklarinet, 2  fagotten, 1 contrafagot
- 4 hoorns, 3 trompetten, 3 trombones, 1 tuba
- pauken, 4 man/vrouw percussie waaronder celesta, 2 harpen
- violen, altviolen, celli, contrabassen

Het werk werd een aantal keren vastgelegd (gegevens 2017):
- Uitgave Chandos: Bryden Thomson met het Ulster Orchestra in 1982
- Uitgave Chandos: Vernon Handley met het BBC Philharmonic, opgenomen in crica 2006
- Uitgave Naxos: David Lloyd-Jones met het Royal Scottish National Orchestra, opname 1996
- Uitgave Barbirolli Society: John Barbirolli en het Hallé Orchestra, opname uit 1956
- Uitgave Somm Beecham Collection: Thomas Beecham met het Royal Philharmonic Orchestra, historische uitgave
- Uitgave Lyrita: Adrian Boult met het London Philharmonic Orchestra (historische opname.